# April Steiner Bennett
April Steiner Bennett, född den 22 april 1980 i Mesa i Arizona, är en amerikansk friidrottare som tävlar i stavhopp. 
Steiner Bennett deltog vid Olympiska sommarspelen 2008 i Peking där hon slutade på åttonde plats efter ett hopp 4,55 meter. Samma år hoppade hon 4,63 meter vid en tävling i Norman, Oklahoma.

## Personliga rekord
- Stavhopp - 4,63 meter